# Miss Brasil Internacional
Miss Brasil Beleza Internacional é um concurso de beleza feminino realizado desde 1960 e que visa eleger a mais bela brasileira em busca do título de Miss Beleza Internacional, com sede no Japão. No Brasil, o concurso é realizado ininterruptamente desde 2017 pela produtora de eventos carioca Susana Cardoso sob a licença nacional do ex-diretor do Miss Brasil versão Miss Universo, Boanerges Gaeta Júnior. O País tem somente uma vitória na disputa internacional, em 1968 com a carioca Maria da Glória Carvalho. A atual detentora do título nacional é Emilly Vitória, do Alagoas, eleita em 7 de setembro de 2024.

## História

### 1960 a 1980
Com a debandada do Miss Universo para Miami Beach, os comerciantes locais de Long Beach, que se beneficiavam com a efervescência turística que o concurso dava à cidade, viram a necessidade de criar um outro concurso de beleza para apoiar e movimentar a economia local. Assim se criou, em 1960 o International Beauty Pageant com o objetivo de unificar as nações em prol da beleza. Com a ascensão dos Diários Associados na promoção do Miss Brasil desde 1954, os organizadores internacionais fizeram um convite formal ao conglomerado jornalístico de Assis Chateaubriand para o envio de uma brasileira para a sua disputa. Ficou definido que a segunda colocada do tradicional Miss Brasil seria a "Miss Brasil Nº 2", ou seja, a representante do Brasil naquele concurso, visto que a grande campeã já tinha sua obrigação para com o Miss Universe.
Seguindo a regra imposta no certame nacional, em 1960 a primeira representante brasileira a disputa de Long Beach foi a goiana de nascimento e representante de Brasília, Vice-Miss Brasil 1960, Magda Renate Pfrimer. Com a segunda colocação, Magda ganhou patrocínio dos "Tecidos Ciaesa" para representar o Brasil no International Beauty Pageant, que foi realizado no 14 de Agosto em Long Beach, nos Estados Unidos. Antes de chegar a cidade anfitriã Magda pousou e passou alguns dias em Nova Iorque. Vale ressaltar que o avião de Madga atrasou 1 hora devido ao tornado "Brenda", de 60 milhas por hora que alcançou a região. Com vestuário assinado pelo costureiro Nazaret, Madga chegou à disputa considerada favorita, mas acabou não se classificando. A vitória foi de Stella Márquez, da Colômbia. Ao retornar ao Brasil, Magda declarou ao jornal carioca "Última Hora" de 17 de Outubro de 1960:
| “ | Beleza é questão de gosto pessoal de cada um e, por isso, não se pode discutir a opinião das pessoas que compuseram o júri. De minha parte, entretanto, afirmo que se fosse membro do júri escolheria outras candidatas que apresentaram maiores atributos que a Miss Colômbia, a escolhida. A mim, particularmente, um membro do júri declarou que não poderia representar o Brasil, pois o critério adotado para a escolha tinha em vista os tipos de beleza de cada país e como sou loura, fui catalogada como "tipo europeu". | ” |

Após Magda, a regra continuou valendo durante os anos que se passaram, enquanto os direitos de envio da candidata brasileira permaneciam com os Diários Associados. Entre os anos 60 e 70, vale destacar as segundas colocações alcançadas em 1961 com a gaúcha Vera Maria Brauner Menezes e a carioca Vionete Revorêdo Fonsêca em 1976; a terceira posição alcançada pela "mulata bossa nova" Vera Lúcia Couto dos Santos em 1964; a quarta colocação obtida pela santista representante do extinto Estado da Guanabara, Jane Macambira em 1972[carece de fontes?] e os dois quintos lugares alcançados em 1965 e 1975 respectivamente com a paulista Sandra Penno Rosa[carece de fontes?] e a gaúcha de Cachoeira do Sul - porém representante de Brasília - Lisane Guimarães Távora.[carece de fontes?]
Mas o principal trunfo e motivo de glória para o público brasileiro que prestigiava os concursos através da TV Tupi e revistas de grande circulação nacional na época, como a Manchete, veio em 1968 com a estudante carioca Maria da Glória Carvalho, ao alcançar a terceira posição no concurso nacional (concurso este que mais tarde naquele ano sairia a segunda brasileira eleita Miss Universo, Martha Vasconcellos). Maria da Glória e Martha fizeram, sem querer, um feito grandioso em dias atuais, o de vencer no mesmo ano, dois dos três principais concursos de beleza do planeta, na época. Sobre a terceira colocação de Maria da Glória no Miss Brasil 1968, a revista Manchete chegou a declarar:
| “ | Miss Estado do Rio, Josemary Corrêa, é a própria jovialidade. Sua juventude, em forma e espírito, contribuiu muito para a conquista do quarto lugar. O rosto perfeito e a plástica invejável colocaram-na logo entre as favoritas. (...) Maria da Glória considera que havia rostos mais belos do que o seu, mas atribui a colocação em terceiro lugar à segurança e personalidade de que deu provas. | ” |

Consagrado pela primeira vez fora dos Estados Unidos, o "Miss Beleza Internacional 1968" foi realizado no recém-inaugurado Nippon Budokan Hall, em Tóquio, capital do Japão, no dia 09 de outubro de 1968. O Brasil conquistava seu terceiro título internacional naquele ano. Quarenta e nove (49) jovens desejavam o título, Maria da Glória era uma das favoritas. A decisão da comissão julgadora foi quase unânime: Maria da Glória Carvalho foi eleita Miss Beleza Internacional com 12 pontos de vantagem sobre Annika Hemminge, Miss Suécia, segunda colocada. Seus conhecimentos de língua japonesa contribuíram para sua vitória no concurso. Com o primeiro lugar, Maria da Glória Carvalho recebeu 2 milhões de yens e uma coroa de pérolas, brilhantes e platina da Mikymoto. Ganhou muita fama e popularidade no Japão, onde trabalhou quatro anos como modelo e apresentadora de televisão, até que decidiu voltar definitivamente para o Brasil.
| “ | Não gostava que a chamassem Maria. Porque Maria todas podem ser, ou até ninguém, tenha o nome que tiver. Por isso, achou interessantíssimo quando, em Tóquio, um locutor anunciou o que imaginava ser seu nome: "Gurória". | ” |

### 1981 e 1984
Com a extinção da Rede Tupi em 18 de julho de 1980, principal apoiador financeiro dos Diários Associados para a promoção do Miss Brasil, o concurso foi descontinuado pelo conglomerado jornalístico e fora vendido ao jovem comunicador Silvio Santos, futuramente dono do Sistema Brasileiro de Televisão (SBT). Com um concurso exclusivo para a eleição da mais bela brasileira em busca do título de maior prestígio em solo nacional, o Miss Universo, Silvio não adquiriu os direitos para o envio da brasileira para o Miss Beleza Internacional, nem tão pouco se viu interessado em enviar as segundas colocadas para o certame japonês.
O comunicador, jornalista e empresário Paulo Max foi o responsável pelo envio das representantes brasileiras ao Miss Beleza Internacional e Miss Mundo entre 1981 e 1982, já que nenhum jornal, revista ou televisão haviam adquirido os direitos com a saída dos Diários Associados da coordenação. Para o concurso em Tóquio em 1981, Paulo Max contou com o apoio financeiro do Governador Paranaense Ney Braga e do expertise de Maria da Glória Carvalho para preparar e treinar a escolhida, Taiomara Rocio Borchardt. Taiomara era secretária executiva do escritório do Partido Democrático Social (PDS) em Paranaguá, cidade distante pouco mais de 100km de Curitiba, no Paraná.[carece de fontes?] Entre surpresa e descrente, recebeu o convite de Paulo Max para representar o Brasil no concurso Miss Beleza Internacional. Com o lobby montado por Maria da Glória no Japão e o treinamento que havia dado a Taiomara, a brasileira por pouco não deu a segunda coroa à nação. Por uma pequena diferença de pontos, a paranaense perdeu o título para a australiana Jenny Annette Derek, com a mesma idade: 20 anos. Além do segundo lugar, foi eleita "Miss Elegância".
Graças ao seu contato com o jornalista e apresentador Flávio Cavalcanti, Paulo Max conseguiu transmissão nacional para o certame que ele nomeava de Mulher Brasileira em Primeiro Lugar 1982. Dentro do programa de Flávio, chamado de "Boa Noite Brasil", na Rede Bandeirantes, dezessete (17) candidatas representando as sucursais da emissora paulista nos mais diversos Estados do Brasil disputavam o título e a chance de representar o seu País. Max anunciou duas vitoriosas naquela noite, a representante da TV Tropical (Londrina) Mônica Januzzi e da TV Atalaia de Aracaju, a paulista de Campinas, Carmen Júlia Rando Bonoldi. Fora definido então, posteriormente, que Mônica representaria o Brasil no Miss Mundo e Carmen no Miss Beleza Internacional 1982.
Em 83 e em 84 não houve concurso para eleição das representantes brasileiras. Aproveitando-se da vitória da jovem Geórgia Marinho Ventura na disputa de "Rainha das Praias Brasileiras" no Ilha Porchat Clube, em São Vicente, Paulo Max convidou-a para representar o País no Japão. Loira de olhos claros, Geórgia tinha apenas 18 anos quando disputou o concurso no Ilha e no internacional. Já em 84, com a promoção do "Miss Futebol 84", Paulo Max convidou a vencedora do ano anterior, a carioca Ana Glitz para ser a representante do Brasil naquele ano. Ana foi enfaixada pelo diretor do Clube Vasco da Gama na época, Álvaro Nelson Figueiredo em evento realizado no espaço "Asa Branca", localizada em Jacarepaguá em 15 de agosto de 84.

### 1985 a 1991
Com a enorme audiência que Silvio Santos vinha obtendo com o tradicional Miss Brasil, e visto que duas garotas lançadas em seu concurso tiveram bom desempenho no Miss Beleza Internacional, Odárcio Ducci, presidente do Ilha Porchat Clube, em São Vicente, adquiriu os direitos junto a organização japonesa para a realização do concurso em solo nacional. Assim iniciou a "Era Ilha Porchat" de concursos de beleza, em 1985, com a eleição da paulista Kátia Guimarães sobre outras vinte e seis candidatas, sendo vinte e cinco Estados e o arquipélago de Fernando de Noronha.
Odárcio promoveu os concursos entre 1985 e 1991 com muita grandeza e riqueza, realizando o concurso quase sempre entre os meses de junho e julho. Vale destacar que nenhuma brasileira enviada de seus concursos ficou entre as cinco ou as três mais belas do certame de Miss Beleza Internacional, mas algumas conseguiram classificação nas semifinais, como fora o caso de: Kátia Guimarães, a primeira a ser eleita; Fernanda Campos Soares do Rio Grande do Sul em 1987 e Lisiane Braile também gaúcha, em 1991; Todos os concursos eram amplamente divulgados pela Manchete, cujo editor-chefe Rodolpho Câmara era o presidente da banca de jurados em quase todos os anos.
Pode-se afirmar que os concursos promovidos no Ilha Porchat não levavam em conta a experiência anterior das candidatas em concursos de beleza, e sim o carisma e beleza corporal das mesmas, que quase sempre eram enfaixadas de biquini. Pode-se citar misses conhecidas que tentaram o título: Maristela Silva Grazzia, quarta colocada no Miss Mundo 1981 (segunda colocada na edição de 1986); Adriana Colin, Vice-Miss Brasil 1989 (terceira colocada na edição de 1986); Leila Leal Bittencourt, uma das quinze mais belas do Miss Mundo 1985 (segundo lugar na edição de 1988); Ceres Estefânia Sessim, terceira colocada no Miss Brasil 1989 (segundo lugar na edição de 1990);

### 1992 a 1996
Em 92 a realização da disputa mudou de mãos, sendo de responsabilidade do promotor de eventos paranaense Danilo D'Ávila inaugurar o certame nacional em solo sulista. Danilo já era conhecido do ramo, pois enviava a candidata do Paraná para a disputa de Odárcio. Na noite do dia 2 de setembro, no Centro de Convenções de Curitiba sagrou-se campeã a representante de Minas Gerais, Cyntia de Cunto Moreira. Cyntia foi eleita por uma banca de vinte e seis (26) jurados, entre eles: o missólogo baiano Roberto Macêdo; o ator da Rede Globo Marcos Winter; a Miss Brasil Beleza Internacional 1990, Ivana Carla Hubsch; entre outros.
Devido a falta de televisão, jornal e revista para divulgar os concursos, o Brasil caía em uma época de ostracismo dos concursos de beleza nos anos 90. Paulo Max voltou em 93 a comandar a indicação da mais bela brasileira em busca do segundo título para o Brasil no Japão. Com o apoio de Danilo D'Ávila e do então promotor de eventos catarinense Moacir Benvenutti (já falecido), foi realizado o concurso de Miss Brasil Beleza Internacional 1993 em Florianópolis, com a transmissão regional da CNT. Vinte e sete candidatas disputaram o título, sagrando-se campeã novamente uma mineira, Tatiana Alves.
Max continuou a realizar as disputas em 94, 95 e 96. O Miss Brasil Beleza Internacional 1994 foi realizado no Clube "Estrela D'Oeste" em Divinópolis, Minas Gerais com a presença de vinte e seis candidatas (O Estado de Roraima não enviou representante) tendo como campeã a candidata de São Paulo, Ana Paula Barrote. Como desde 94 já vinha realizando a etapa brasileira do Miss Universo, Paulo Max resolveu indicar em 1995 e em 1996 a segunda e a quarta colocada do seu concurso nacional para a disputa de Miss Beleza Internacional, sendo estas as representantes do Mato Grosso, Débora Moretto e Ana Carina Gois Homa do Mato Grosso do Sul, respectivamente.

### Dias atuais
Com o falecimento de Paulo Max em um trágico acidente automobilístico em 4 de agosto de 1996, coube aos seus filhos, Paulo Max Filho e Ana Paula Sang darem continuidade ao negócio do pai. Entre 1997 e 1998, o concurso promovido pela Singa Brasil unificou novamente o envio das brasileiras aos três principais concursos de beleza do mundo: Miss Universo, Miss Mundo e Miss Beleza Internacional. Quase sempre as indicadas ao internacional eram as segundas ou terceiras colocadas no evento.
Com a falta de interesse e situação econômica, os direitos de realização e transmissão do concurso nacional passou ao empresário Boanerges Gaeta Júnior, da Gaeta Promoções e Eventos em 1999. Desde então é o único responsável pelo envio das brasileiras em busca do segundo título inédito do Brasil no Miss Beleza Internacional. Com o apoio da ex-coordenadora do Miss Rio de Janeiro para o Miss Brasil versão Miss Universo Susana Cardoso, a disputa nacional vem sendo realizada de forma tímida desde 2017. Vale salientar que o Brasil não obtém uma posição entre as cinco mais belas do concurso desde 1981 e não se classifica entre as semifinalistas desde 2015.
Das 59 edições do concurso internacional, o Brasil participou somente de 57. Em 1970 o Miss Brasil daquele ano foi realizado tardiamente, em 19 de Junho, quando a etapa internacional já havia acontecido (16 de Maio). Já em 1998, a modelo gaúcha Luize Altenhofen não competiu pois estava doente e não havia tempo hábil para preparar outra candidata para a disputa. Dos 57 anos disputados, o Brasil venceu apenas uma vez e se classificou pelo menos entre as semifinalistas vinte e oito vezes, um percentual de 49%, menos da metade. A década de maior ascensão para o País no Miss Beleza Internacional foram durante os anos 60.

## Coordenações
Estiveram a frente do concurso:
| Período      | Empresa                                                | Key people                         |
| ------------ | ------------------------------------------------------ | ---------------------------------- |
| 1960 a 1980  | Diários e Emissoras Associados                         | Assis Chateaubriand                |
| 1981 a 1984  | Paulo Max Empreendimentos & Produções Artísticas       | Paulo Max                          |
| 1985 a 1991  | Ilha Porchat Clube                                     | Odárcio Ducci                      |
| 1992 a 1992  | Danilo D'Ávila Eventos de Beleza                       | Danilo D'Ávila                     |
| 1993 a 1996  | Paulo Max Empreendimentos & Produções Artísticas       | Paulo Max                          |
| 1997 a 1998  | Singa Brasil Agência de Viagens & Operadora de Turismo | Paulo Max Filho Ana Paula Sang     |
| 1999 a 2016  | Gaeta Promoções & Eventos                              | Boanerges Gaeta Jr.                |
| 2017 a atual | Gaeta Promoções & Eventos Susana Cardoso Produções     | Boanerges Gaeta Jr. Susana Cardoso |

## Vencedoras
Abaixo estão apenas as últimas cinco vencedoras do concurso:
| Ano  | Participação | Estado              | Vencedora             | Origem                    | Ref.   | Observação |
| ---- | ------------ | ------------------- | --------------------- | ------------------------- | ------ | --- |
| 2024 | 60ª          | Alagoas             | Emilly Vitória        | Ouro Branco AL            |        | |
| 2023 | 59ª          | Rio Grande do Norte | Beatriz Goulart       |                           | [ 47 ] | |
| 2022 | 58ª          | Rio de Janeiro      | Isabella Oliveira     | Campos dos Goytacazes, RJ | [ 48 ] | |
| 2019 | 57ª          | Rio de Janeiro      | Carolina Stankevičius | Curitiba, PR              | [ 49 ] | |
| 2018 | 56ª          | São Paulo           | Stephanie Pröglhöf    | São José dos Campos, SP   | [ 50 ] | Stephanie substituiu Fernanda Recht, que não foi ao concurso nacional porque tinha passado do limite máximo de idade |

Nota: o concurso não foi realizado em 2020 e 2021 por causa da pandemia de covid-19

### Hall of Fame

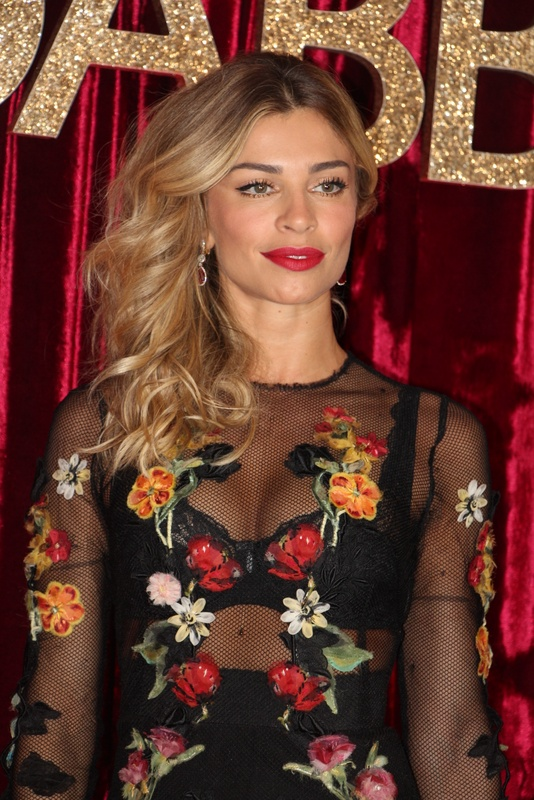
Miss Brasil Beleza Internacional 2004, Grazi Massafera, Paraná.
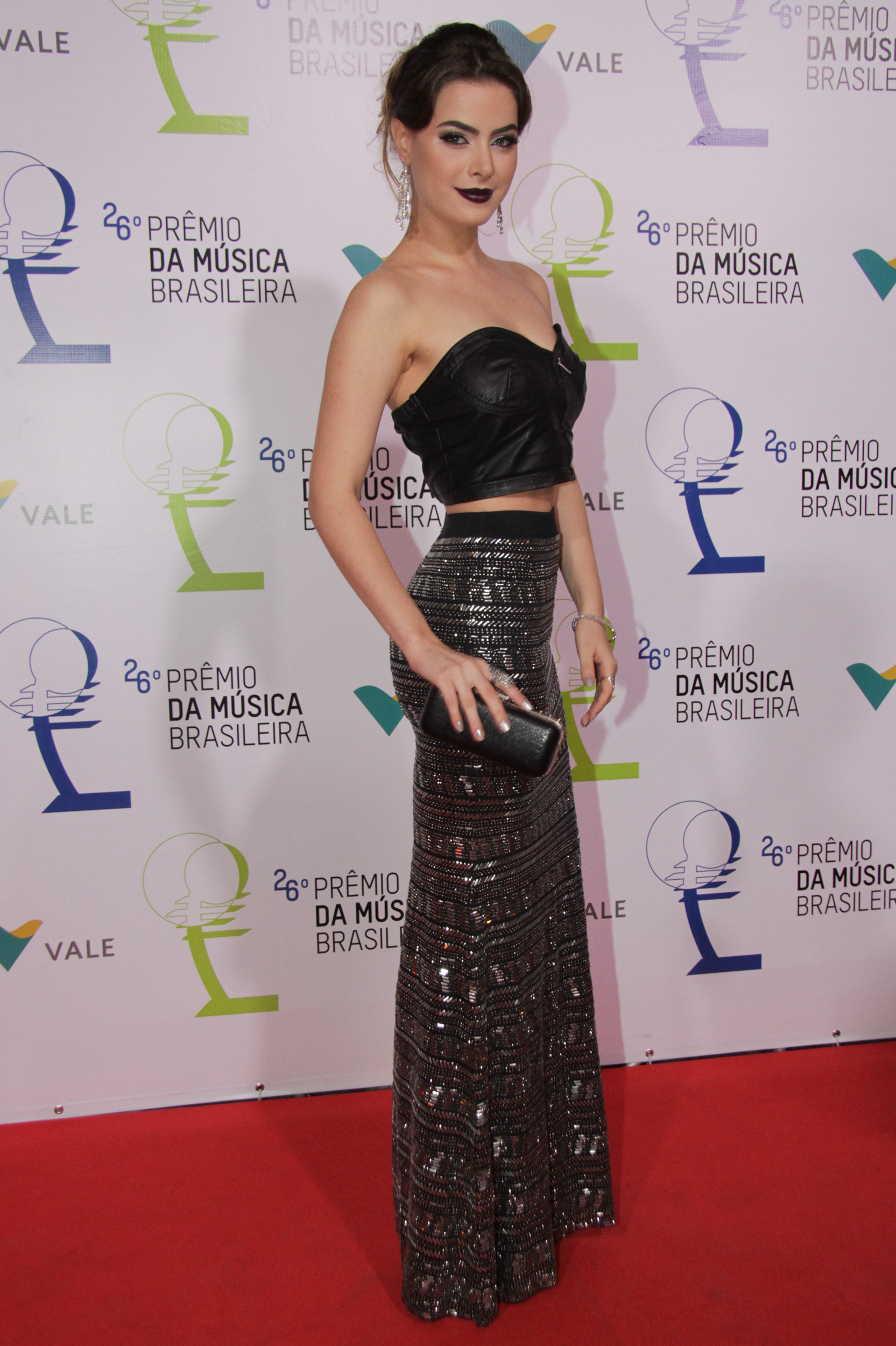
Miss Brasil Beleza Internacional 2009, Rayanne Morais, Minas Gerais.
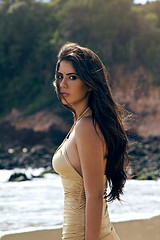
Miss Brasil Beleza Internacional 2014, Deise Benício, Rio Grande do Norte.

## Estatísticas

### Conquistas por Estado
| Estado              | Vitórias | Títulos                                                                 |
| ------------------- | -------- | ----------------------------------------------------------------------- |
| São Paulo           | 12       | 1962, 1965, 1969, 1980, 1983, 1985, 1988, 1989, 1994, 2012, 2017, 2018* |
| Rio de Janeiro      | 9        | 1964, 1968, 1972, 1973, 1976, 1978, 1984, 2019, 2022                    |
| Rio Grande do Sul   | 8        | 1961, 1971, 1974, 1986, 1987, 1991, 2000, 2007                          |
| Minas Gerais        | 6        | 1967, 1992, 1993, 1999, 2001, 2009                                      |
| Paraná              | 5        | 1963, 1981, 1990, 2004, 2015                                            |
| Rio Grande do Norte | 5        | 1997, 2013, 2014, 2016, 2023                                            |
| Distrito Federal    | 3        | 1960, 1975, 1977                                                        |
| Alagoas             | 1        | 2024                                                                    |
| Bahia               | 1        | 2011                                                                    |
| Amazonas            | 1        | 2010                                                                    |
| Ceará               | 1        | 2008                                                                    |
| Acre                | 1        | 2006                                                                    |
| Espírito Santo      | 1        | 2005                                                                    |
| Pará                | 1        | 2003                                                                    |
| Pernambuco          | 1        | 2002                                                                    |
| Mato Grosso do Sul  | 1        | 1996                                                                    |
| Mato Grosso         | 1        | 1995                                                                    |
| Sergipe             | 1        | 1982                                                                    |
| Goiás               | 1        | 1979                                                                    |
| Amapá               | 0        |                                                                         |
| Maranhão            | 0        |                                                                         |
| Paraíba             | 0        |                                                                         |
| Piauí               | 0        |                                                                         |
| Rondônia            | 0        |                                                                         |
| Roraima             | 0        |                                                                         |
| Santa Catarina      | 0        |                                                                         |
| Tocantins           | 0        |                                                                         |

*Nota: Fernanda Recht foi a eleita de jure em 2018, mas o título não conta para Santa Catarina e sim para São  uma vez que ela não disputou o internacional.

### Por Região
| Região              | Vitórias | Último Estado          |
| ------------------- | -------- | ---------------------- |
| Região Sudeste      | 28       | (2022) - 02 anos atrás |
| Região Sul          | 13       | (2015) - 05 anos atrás |
| Região Nordeste     | 10       | (2024)                 |
| Região Centro-Oeste | 6        | (1996) - 24 anos atrás |
| Região Norte        | 3        | (2010) - 10 anos atrás |

### Edições
| Ano  | Edição | Data                   | Local                                                                      | Candidatas |
| ---- | ------ | ---------------------- | -------------------------------------------------------------------------- | ---------- |
| 1982 | 1ª     | 16 de Setembro de 1982 | Estúdios da Rede Bandeirantes de Televisão, São Paulo, São Paulo.          | 17         |
| 1985 | 2ª     | 3 de Agosto de 1985    | Ilha Porchat Clube, São Vicente, São Paulo.                                | 27         |
| 1986 | 3ª     | 26 de Julho de 1986    | Ilha Porchat Clube, São Vicente, São Paulo.                                | 27         |
| 1987 | 4ª     | 25 de Julho de 1987    | Ilha Porchat Clube, São Vicente, São Paulo.                                | 27         |
| 1988 | 5ª     | 28 de Maio de 1988     | Ilha Porchat Clube, São Vicente, São Paulo.                                | 27         |
| 1989 | 6ª     | 20 de Maio de 1989     | Ilha Porchat Clube, São Vicente, São Paulo.                                | 27         |
| 1990 | 7ª     | 28 de Julho de 1990    | Ilha Porchat Clube, São Vicente, São Paulo.                                | 27         |
| 1991 | 8ª     | 3 de Agosto de 1991    | Ilha Porchat Clube, São Vicente, São Paulo.                                | 27         |
| 1992 | 9ª     | 2 de Setembro de 1992  | Centro de Convenções de Curitiba, Curitiba, Paraná.                        | 27         |
| 1993 | 10ª    | 31 de Julho de 1993    | Teatro do Centro Integrado de Cultura, Florianópolis, Santa Catarina.      | 27         |
| 1994 | 11ª    | 09 de Julho de 1994    | Clube Estrela do Oeste, Divinópolis, Minas Gerais.                         | 26         |
| 2017 | 12ª    | 29 de Setembro de 2017 | Américas Barra Hotel, Rio de Janeiro, Rio de Janeiro.                      | 13         |
| 2018 | 13ª    | 08 de Setembro de 2018 | Arouca Barra Clube, Rio de Janeiro, Rio de Janeiro.                        | 14         |
| 2019 | 14ª    | 05 de Setembro de 2019 | Theatro Municipal do Rio de Janeiro, Rio de Janeiro, Rio de Janeiro.       | 15         |
| 2022 | 15ª    | 03 de Setembro de 2021 | Museu Histórico de Campos, Campos dos Goytacazes, Rio de Janeiro.          | 1          |
| 2023 | 16ª    | 29 de Agosto de 2023   | Teatro João Caetano, Niterói, Rio de Janeiro.                              | 16         |
| 2024 | 17ª    | 07 de Setembro de 2024 | “Imperator” Centro Cultural João Nogueira, Rio de Janeiro, Rio de Janeiro. | 16         |